# Макар, Василий Львович
Василий Львович Макар (укр. Василь Львович Макар; псевдонимы — «Черник», «Караспун», «Сероманец», «Будженко»; 23 сентября 1908 — 23 апреля 1944) — деятель украинского националистического движения в период Второй Мировой войны, подполковник УПА, руководитель СБ ОУН в штабе УПА-Север

## Биография
Родился 23 сентября 1908 в селе Поторица (теперь Львовская область). Окончил начальную школу.
Осужденный в 1932 году до 8 лет за антипольскую деятельность. Благодаря амнистии вышел на свободу в 1936. Организационный и финансовый референт поветового провода ОУН Сокальщини в течение 1936—1937.
Руководитель первого повстанческо-боевого отдела «Волки» на Сокальщине. Повторно арестован в августе 1937, но вскоре освобожден. Уездный старейшина ОУН Сокальщини в 1938 году.
В 1939—1941 годах руководитель перехода границы членами ОУН. В 1942—1944 годах краевой референт СБ ОУН ПЗУЗ.
Один из активных организаторов Украинской повстанческой армии. 2 августа 1943 Макар написал своему брату Владимиру письмо, в котором рассказывал про причины создания УПА:

…Повстанческую акцию в северо-западных и частично восточных территориях мы должны были начать и то это НЕ было преждевременно, как некоторые говорят, но сошло нам с рук. С одной стороны — начали множиться атаманчики, как Бульба-Боровец, а с другой стороны — красная партизанка начала захватывать поприще… Во-вторых: еще тогда, когда едва ли не начали повстанческую акцию, немчура начала массово истреблять деревни… всех людей выстреливали, а постройки сжигали. В связи с тем масса людей начала бежать в леса и блуждать на произвол судьбы. Начались грабежи, другие пошли в коммунистическую партизанку, к Бульбе и т. п. Поэтому мы должны были организационно охватить тех людей в лесу. Вот две основные причины нашей повстанческой акции. Есть еще и третья, морального характера. Послышались голоса: «Где же этот провод? Почему не дает задание бить немцев?».
Оригинальный текст (укр.)…Повстанцу акцію на північно-західних і частично східних теренах ми мусіли почати  і то не було зарано  як дехто каже , але виривався нам з рук. З одної сторони — почали множитись отаманчики, як Бульба-Боровець, а з другої сторони — червона партизанка почала заливати терен… Друге: ще тоді, коли чи не почйнали повстанчої акції, німота почала масово винищувати села… Всіх людей вистрілювала, а забудування палили. У зв'язку з тим маса людей почала втікати в ліси і блукати самопас. Почались грабіжі, інші пішли в комуністичну партизанку, до Бульби і т. п. Отже ми му сіли організаційно охоплювати тих людей в лісі. Оце дві засадничі причини нашої повстанської акції.

Є ще і третя, морального характеру. Почулись голоси: «Де ж той провід? Чому не дає зарядження бити німців?» іт. п.»… Тепер ми тим балакунам заткнули роти, а революцію усуспільнили. Тягар боротьби розложили на плечі усього суспільства, хоче воно тогочи ні, мусить нести його…

Тем же летом 1943 года он пишет статью, в которой описывает сложившуюся на Волыни ситуацию:

До начала 1943 преследуемые немецкими оккупантами украинцы, которым грозила смерть на месте или на каторге в «рейхе», были вынуждены главным образом искать пристанища в рядах красных партизан, хотя видели их враждебное отношение к самостийницким устремлениям Украины… Большевистская партизанка уже в 1942 году овладела всецело Полесьем и северной лесной полосой Волыни… Первые организованные выступления отделов УПА приходятся на февраль—март 1943 года. Штабу УПА приказывалось прежде всего о получении хороших стратегических позиций для развертки дальнейших повстанческих акций. Эти лучшие позиции на ПЗУЗ (Волынь и Полесье) были в руках красных партизан. их прежде всего нужно было получить. Так дошло до первых боев УПА с красными партизанами…
Оригинальный текст (укр.)До початку 1943 року переслідувані німецькими окупантами українці, яким грозила смерть на місці або на каторзі в «райху», були приневолені здебільша шукати (искать) пристанища в рядах червоних партизан, хоч бачили їхню ворожу поставу до самостійницьких змагань України… Більшовицька партизанка вже в 1942 році опанувала всеціло Полісся і північну лісову смугу  Волині… Перші організовані виступи відділів УПА припадають на лютий — березнь 1943 року. Штабові УПА йшлось передусім про здобуття добрих стратегічних позицій для розгорнення дальших плянових акцій. Ці найкращі позиції на ПЗУЗ були в руках червоних партизан. їх передусім треба було здобути. Так прийшло до перших боїв УПА з червоними партизанами…

В начале 1944 года проводил «чистки» в рядах УПА-Север против солдат-неукраинцев, рассматривавшихся как советских агентов. 15 января издал инструкцию, в которой призывалась воздержаться от агитации среди вражеского окружения (к нему относились национальные формирования, красноармейцы и советские военнопленные) за вступление в УПА.
Погиб 23 апреля 1944 года в боях с войсками НКВД в Березновском районе Ровненской области. Посмертно ему присвоено звание подполковника контрразведки УПА.